# Dinoproston
Dinoproston, prostaglandyna E2, PGE2 (łac. Dinoprostonum) – organiczny związek chemiczny z grupy nienasyconych kwasów tłuszczowych. Jest hormonem z grupy prostaglandyn o symbolu E2. Pobudza mięsień macicy, zwiększa siłę i rytmiczność jej skurczów, ułatwia rozluźnienie i rozszerzenie ujścia szyjki macicy. Stosowany jako lek. Jego biologiczny okres półtrwania jest krótszy niż 1 minuta.

## Zastosowania medyczne

### Zastosowanie
- uelastycznienie szyjki macicy przed porodem i operacjami ginekologicznymi
- opróżnianie macicy w wypadku wewnątrzmacicznej śmierci płodu do 28 tygodnia[3]
- wywołanie poronienia w 12–20 tygodniu ciąży[3] oraz aborcje

### Przeciwwskazania
- nadwrażliwość na lek
- ciąża mnoga
- przebyte operacje macicy (cesarskie cięcie, histerektomia)
- położenie płodu inne niż główkowe
- zakażenie dróg rodnych
- czynna choroba serca
- czynna choroba płuc
- zaburzenia funkcji wątroby i nerek

### Działania niepożądane
- nieprawidłowe skurcze macicy
- wzrost ciśnienia tętniczego
- zatrzymanie akcji serca
- pęknięcie macicy
- nudności
- wymioty
- biegunka
- duszność
- astma
- gorączka
- ból i podrażnienie w obrębie pochwy
- zagrożenie płodu

### Preparaty
Preparaty dostępne w Polsce (2021):
- Prepidil – żel dopochwowy (tylko w leczeniu zamkniętym).